# Olean (Nova Iorque)
Olean é uma cidade localizada no Estado americano de Nova Iorque, no Condado de Cattaraugus. A sua área é de 16 km², sua população é de 15 347 habitantes, e sua densidade populacional é de 999,2 hab/km² (segundo o censo americano de 2000). A cidade fundada em 1823 está localizada na parte sudeste do Condado de Cattaraugus. A população era 13.437 em 2019 pelo United States Census Bureau.